# Ru (kana)
Ru (romanização do hiragana る ou katakana ル) é um dos kana japoneses que representam um mora. No sistema moderno da ordem alfabética japonesa (Gojūon), ele ocupa a 41.ª posição do alfabeto, entre Ri e Re.
| Forma                   | Romaji | Hiragana        | Katakana        |
| ----------------------- | ------ | --------------- | --------------- |
| Normal r- (ら行 ra-gyō) | ru     | る              | ル              |
| Normal r- (ら行 ra-gyō) | ruu rū | るう, るぅ るー | ルウ, ルゥ ルー |

## Formas alternativas
No Braile japonês, る ou ル são representados como:
| ●  | ●  |
| － | ●  |
| － | － |

O Código Morse para る ou ル é: －・－－・

## Traços

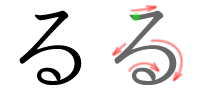
Seqüência de traços para escrita do る

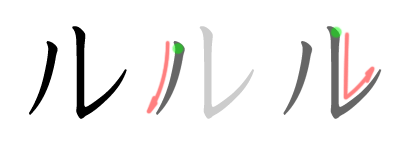
Seqüência de traços para escrita do ル